# Albert Adomah
Albert Danquah Adomah (Lambeth, Inglaterra, Reino Unido, 13 de diciembre de 1987) es un futbolista ghanés. Juega de centrocampista en el Walsall F. C. de la League Two de Inglaterra.

## Selección nacional
Ha sido internacional con la selección de fútbol de Ghana, ha jugado 19 partidos internacionales y ha anotado 2 goles.
El 12 de mayo de 2014 el entrenador de la selección de Ghana, Akwasi Appiah, incluyó a Adomah en la lista preliminar de 26 jugadores preseleccionados para la Copa Mundial de Fútbol de 2014. Semanas después, el 1 de junio, fue ratificado en la lista final de 23 jugadores que viajarán a Brasil.

### Participaciones en Copas del Mundo
| Mundial                        | Sede   | Resultado      |
| ------------------------------ | ------ | -------------- |
| Copa Mundial de Fútbol de 2014 | Brasil | Fase de grupos |

### Participaciones en Copas Africanas de Naciones
| Torneo                         | Sede      | Resultado |
| ------------------------------ | --------- | --------- |
| Copa Africana de Naciones 2013 | Sudáfrica | Semifinal |

## Clubes
| Club                        | País       | Año       |
| --------------------------- | ---------- | --------- |
| Harrow Borough F. C.        | Inglaterra | 2005-2008 |
| Barnet F. C.                | Inglaterra | 2008-2010 |
| Bristol City F. C.          | Inglaterra | 2010-2013 |
| Middlesbrough F. C.         | Inglaterra | 2013-2016 |
| Aston Villa F. C.           | Inglaterra | 2016-2019 |
| Nottingham Forest           | Inglaterra | 2019-2020 |
| Cardiff City F. C. (cedido) | Gales      | 2020      |
| Queens Park Rangers F. C.   | Inglaterra | 2020-2024 |
| Walsall F. C.               | Inglaterra | 2024-     |